# Berge Meere und Giganten
Berge Meere und Giganten ist ein experimenteller Roman von Alfred Döblin, der 1924 im S. Fischer Verlag in Berlin erschien. 1932 wurde er unter dem Titel Giganten. Ein Abenteuerbuch in einer stark modifizierten und gekürzten Fassung veröffentlicht. Erzählt wird die Entwicklung der Menschheit vom 21. bis ins 28. Jahrhundert hinein. Ausgehend von der Situation im 20. Jahrhundert, die in einer Rückblende vermittelt wird, und der Rivalität zwischen dem Westen und dem Osten im 23. Jahrhundert, entwickelt sich ein Mächtegleichgewicht, das im 26. Jahrhundert in einem Uralischen Krieg zerfällt. Migration aus dem Osten und der Zerfall politischer Ordnungen in Europa und Nordamerika sowie das Vorantreiben der Deindustrialisierung drängen zur Erschließung neuer Lebensräume auf der Insel Grönland. Zu diesem Zweck wird die vulkanische Energie Islands durch eine weitgehende Umformung der Insel gewonnen. Die zum Schmelzen des Eisschildes verwendeten Energien erwecken urzeitlich anmutende Ungeheuer zum Leben, die wiederum von gewaltigen Riesenwesen, organischen Schöpfungen der Menschen, bekämpft werden. Der Roman ist in neun Bücher eingeteilt.

## Inhalt

### Zueignung
Die Zueignung ist an einen unbestimmten Adressaten gerichtet. Der Autor spricht es zwar direkt an, doch handelt es sich beim Gegenüber nicht um ein konkretes Wesen gleich „Tier Pflanze oder Stein“. Vielmehr zeigt die Beschreibung unterschiedlicher Betrachtungsgegenstände – wie der eigenen Schreibhand, des Rasens mit seinen Blumen oder des Schlachtensees – die Anwesenheit des Natürlichen. Nach Katharina Grätz lege der Autor auch seine poetologische Absicht, die Abbildung dem Erzählten voranzustellen, offen. Der Jahrhunderte umspannende Roman ist in neun Kapitel aufgeteilt, die jeweils als Buch bezeichnet werden.

### Erstes Buch: Die westlichen Kontinente
Die technologische Entwicklung erreicht schon im 21. Jahrhundert ungeahnte Höhen. Energie ist im Überfluss vorhanden und die führenden westlichen Regionen, Stadtschaften genannt, exportieren Wissen und Technologie in globalem Maßstab. Afrika, Südamerika und Asien übernehmen die Technologien bereitwillig, weil sie die Vorteile sehen. London bleibt die vorherrschende Macht im Verein mit Neu York. Ein frühes Problem sind die Migrationswellen, die von Afrika ausgehen. Die europäischen Stadtschaften werden von egoistischen Familien regiert. Die Migranten aus Afrika vermischen sich zum Teil mit den Europäern, was aber zu immer größeren Konflikten führt. Besonders in Südeuropa, etwa in Mailand, kommt es zu gewalttätigen Aufständen bis zu Massenvergewaltigungen an Ausgleich suchenden Frauen, die am Ende als Sklavinnen der Afrikaner dienen müssen. Weitere Konflikte in Europa treten auf, weil einzelne Führungspersonen diktatorisch regieren und ihre Stadtschaft in die Katastrophe stürzen. Melise, die Herrscherin von Bordeaux, tötet grausam zahlreiche männliche und weibliche Verehrer und Verehrerinnen. So treibt sie auch ihre Geliebte Belise mit zahlreichen sadistischen Taten zum Mord an sich selbst und diese letztlich zum Selbstmord.

### Zweites Buch: Der Uralische Krieg
Die Zunahme der Erdbevölkerung kann im Lauf der Jahrhunderte von den Stadtschaften als Organisationseinheiten weitgehend kontrolliert werden. Jedoch zeigt sich, dass die politische Führung in den Senaten bei alteingessenen Familien bleibt. Die Eigentümer der Fabriken werden zu den neuen Herrschern, gefördert durch die nahezu religiöse Verehrung der Maschinen und der Hochtechnologie. Die Erfindung des Wissenschaftlers Meki erlaubt es, Nahrung in fast unbegrenzten Mengen aus anorganischer Materie, Abfällen sowie pflanzlichen und tierischen Zellkulturen zu produzieren. Eine technologiefeindliche Bewegung im 24. Jahrhundert führt dazu, dass sich Menschen sogar mit Selbstmord opfern, um die Maschinen zu stoppen. Schließlich kommt es im 26. Jahrhundert zum Uralischen Krieg. Riesige Menschenmassen aus Asien versuchen durch Russland nach Europa einzuwandern. Die Asiaten setzen erstmals eine Waffe ein, welche die Erde unterirdisch bis zur Erdoberfläche verglüht und sich auf den Westen zubewegt. Europa antwortet mit derselben Waffe, die gegen den Ansturm aus Asien gerichtet ist und nach Osten auf das Uralgebirge zu wandert. Das Ergebnis ist die Zerstörung großer Teile Russlands und die Vernichtung von vielen Millionen Menschen.

### Drittes Buch: Marduk
In jungen Jahren sagt Marduk, dass er Jonathan über alles liebt. Jonathan erwidert diese Liebe, wobei unausgesprochen bleibt wieweit dies sexuell geht. Marke, der erste Konsul Berlins, hasst die Technologie wegen ihrer zerstörerischen Kraft und residiert vor einem Gemälde der uralischen Schlacht und einer Pyramide aus Opfern mit Schädeln des vergangenen Kriegs. Nun im 27. Jahrhundert beginnt er möglichst alle Technologie zu zerstören. Marduk, ein genialer Biowissenschaftler, tötet Jonathans Mutter und weitere wichtige Menschen der Stadtschaft Berlin aus reiner Mordlust in einem Experiment mit gesteuertem Baumwachstum, wodurch die Menschen zerquetscht werden. Danach folgt Marduk Marke nach als zweiter Konsul Berlins. Wichtigste Insignien seiner Herrschaft bleiben Gemälde des Uralischen Kriegs und eine Schädelpyramide. Marduk verhaftet viele Anhänger der neuen Technologien und lässt zu, dass Barbaren in Brandenburg einfallen. Angezogen von der Balladeuse, die offenbar zahllose männliche und weibliche Liebhaber hatte, wird Marduk nach einer Vereinigung mit ihr vollkommen verrückt, was mit ihrem Tod durch einen Fenstersturz endet. Marduk ist danach nicht mehr der Alte und ergraut. Als zweiter Konsul Berlins zerstört er alle Produktionsstätten, behält aber alle alten Waffen genauso wie die symbolisch röhrenden Stiermonumente.

### Viertes Buch: Die Täuscher
Jonathan und seine Freundin Elina reisen in einer Art Flugapparat durch Europa. Sie landen in der Nähe von Würzburg und schlagen ihr Lager dort in einem Zelt auf. Ihre Liebe ist so groß, dass beide sich selbst vergessen, ständig Sex haben und ihre Seelen verschmelzen. Bei einer Landung mit dem Schwebeapparat auf einer Wiese wird unabsichtlich eine Frau sehr schwer verletzt, die Jonathan in ein nahes Krankenhaus transportiert. Entgegen seinen Befürchtungen kann sie so versorgt werden, dass sie wieder gesund wird. Die entfesselten Barbaren marschieren durch Brandenburg, während die „Täuscher“ versuchen, die alten technologiefreundlichen Ideen wiederzuerwecken. Marduk lässt zu, dass eine feministische Militäreinheit ebenfalls einmarschiert. Deren Führerin Angela Castel setzte eine neue Waffe ein, die aus gesteuerten, den Feind in undurchdringlichem Dunkel einhüllenden Rauchwolken besteht. Dennoch unterliegen die Frauen Marduks Barbaren, welche die Gefangenen in schrecklicher Weise foltern und töten. Ein letzter Konflikt Jonathans und Marduks bleibt ungelöst, obwohl Elina alles versucht und sogar dafür mit Marduk schläft. Zimbo, der von London gesandte Spion, entwickelt eigene Pläne und übernimmt die Macht. In einem letzten Kampf unterliegt Marduk einer neuartigen Waffe Zimbos, die ihn über der Erde schwebend festhält und langsam tötet. Der siegreiche Zimbo wird somit zum dritten Konsul Berlins.

### Fünftes Buch: Das Auslaufen der Städte
Die letzten Überlebenden aus Hannover und Hamburg erreichen den freien und technologiefreundlichen Westen, der seine letzten Zentren in Brüssel und London hat. Die alten monotheistischen Religionen haben nur noch wenige Anhänger. Vielmehr herrschen indianische Mythologie, Schamanismus, Orakelbefragungen aller Art und die Astrologie vor. Das westliche Nordamerika ist von Japanern und Mongolen besetzt. Diese können dem Ansturm der wilden Menschenmassen aber nicht standhalten und fliehen. Die Nahrungsfabriken werden zerstört und große Menschenmassen verlassen die Städte, um zu einer natürlichen Lebensweise zurückzukehren. Angestiftet von nordamerikanischen Indianern verliert selbst eine der drei mächtigsten Senatorinnen Londons, White Baker, ihre Macht, weil sie sich einer friedliebenden Kommune anschließt. Ihre lesbische Liebe zur Indianerin Ratschenila bleibt nicht ganz erwidert und scheint letztlich unbefriedigt. Ein mythisches Indianermärchen spiegelt die Wesen als Frauen, Männer und Bären, White Baker entscheidet sich für die Welt der Bären. Dagegen kann sich Senator Delvil nach langen Seelenqualen entschließen, das Schicksal der Menschheit neu zu gestalten. Die Begegnung mit einer kleinen Katze in der englischen Frühjahrslandschaft hat ihm symbolisch die Augen geöffnet.

### Sechstes Buch: Island
Delvils Plan wird umgesetzt. Geführt vom Schweden Kylin macht sich zunächst eine Flotte mit 200 Schiffen von den britischen Inseln auf, Islands vulkanische Energien einzufangen. Zu Beginn werden tausende von Pfeilern in die Erde geschlagen, um riesige Viadukte für Eisenbahnlinien aufzubauen. Die Tötung mehrerer Hundert Ureinwohner durch seine brutalen Mitkapitäne bringt Kylin fast um den Verstand. Deswegen meutert ein Teil seiner Flotte und begeht Selbstmord, Frauen wie Männer, weil sie das Leid nicht ertragen wollen. Die anderen Flotten kreisen um Island, um die besten Plätze zu erreichen. Zuerst werden im Gebiet des nordöstlich gelegenen Sees Myvatn die Felswände der Vulkane Krabla und Leirhukr aufgesprengt, um ihre Magmakammern zu öffnen. Weitere Vulkane wie die Herdubreid und Askja im Osten, der weit im Westen gelegene Skaldbreidur und die Vulkane im Bereich des Vatnajökullgletschers im Südosten bis zum Eyjafjallajökull im Süden Islands werden gesprengt, wobei gewaltige Mengen von Magma austreten. Schließlich gelingt der große Plan und praktisch alle großen isländischen Vulkane laufen mit dem Lavafeld Odadahraun als Zentrum in einem gigantischen Lavasee zusammen. Die Lava-Energie wird in riesigen Netzen aus dem Mineral Turmalin gespeichert, die durch mutige Piloten immer wieder mit entsprechend ausgestatteten Flugmaschinen gesammelt werden muss.

### Siebtes Buch: Die Enteisung Grönlands
Grönland soll mit der aus Island gewonnenen Energie enteist werden, damit die Menschenmassen aus Nordamerika ungehindert einmarschieren und sich vermehren können. Als die Flotte der europäischen Stadtschaften nach Grönland steuert, passiert Seltsames auf den Schiffen, welche die energetisch aufgeladenen Turmalinnetze transportieren. Algen, Meereslebewesen und Seevögel werden von ihnen angezogen, während die Besatzungen an Bord zunehmend in einen Rauschzustand geraten und sich auch sexuell völlig enthemmt verhalten. Die von den Schiffen angezogene Pflanzen- und Tierwelt wächst schnell, sodass die überwucherten Schiffe, noch bevor sie Grönland erreichen, wie Hügel oder Wiesen wirken. Erste Versuche, küstennahe Gletscher mittels der durch Strom aktivierten Turmalinnetze zu schmelzen, gelingen nur teilweise, da die Energie kaum gesteuert werden kann. Erst eine Erfindung des Wissenschaftlers Holyhead verbessert die Situation. Es gelingt ihm, die früher als Waffe eingesetzten, steuerbaren Rauchwolken so zu modifizieren, dass begehbare Flächen entstehen. Diese werden nun über Grönland ausgebreitet und dienen als Arbeitsplattformen für das Ausbreiten der Turmalinnetze. Das mühsame Unternehmen gelingt und die Gletscher der gesamten Insel werden durch die ungeheuren Energien geschmolzen. Die menschlichen Manipulationen haben aber auch weitere Effekte wie eine starke Erwärmung und Beleuchtung der gesamten Region. Um die Schiffe östlich von Grönland erscheinen seltsame Meeresbewohner, die noch nie zuvor gesehen wurden, beispielsweise schwimmende Riesenreptilien und gigantische Quallen, die sogar Schiffe verschlingen. Grönland selbst, das von seiner eisigen Last befreit ist, erhebt sich und zerreißt dabei in eine westliche und eine östliche Insel. Nun findet eine beschleunigte Evolution statt. Unter dem Eis vergrabene prähistorische Knochen und Pflanzenreste werden wiederbelebt, in neuen Formen kombiniert und bringen ständig neue, oft monströse Formen aus Pflanzen-, Tier- und Mineralteilen hervor, wie übergroße Monsterwesen, die Flugsauriern ähneln.

### Achtes Buch: Die Giganten
Als die Monsterwesen aus Grönland Skandinavien und Westeuropa erreichen, erweist sich die ihnen innewohnende Kraft als fatal: Jeder Kontakt mit ihren Körpern oder Blut provoziert einen krebsartigen Ausbruch organischen Wachstums, sodass Tiere verschiedener Arten ineinander wachsen und Menschen von ihren eigenen wachsenden Organen ausgezehrt oder erwürgt werden. Die Stadtschaften Hamburg, Brüssel und London werden unbewohnbar und die verbliebene Bevölkerung zieht sich in neu gebaute unterirdische Städte zurück. Eine tragischkomische Geschichte findet in der dunklen, hedonistischen Messingstadt im unterirdischen London statt. Ibis und seine Geliebte Laponie entdecken Leuchtfarben, die sie auf ihre Geschlechtsteile streichen. So erkennen sie sich nur daran und verbreiten dies zu allen anderen Sexpartnern. Das Leuchten ihrer überbordenden Sexualität bringt ihnen aber letztlich das Verderben, weil es sie vergiftet in ihrer Liebesraserei. Die herrschenden Technokraten Francis Delvil und Ten Keir beginnen, biologische Waffen entwickeln zu lassen, um die Monster zu bekämpfen. Mit der Energie der verbliebenen Turmalinnetze bauen sie sogenannte Menschentürme, riesige Hybridwesen, die aus Menschen, Tieren, Pflanzen und Mineralien bestehen. Diese haben noch ein reduziertes Bewusstsein und werden auf dem Land oder im Meer als Verteidigungstürme stationiert. In ihrem Technologiewahn verwandeln sich einige der Wissenschaftler, die eigentlichen „Giganten“ dieser Zeit, in riesige Monster und wandern durch Europa, richten Chaos an und vergessen ihre ursprüngliche Absicht. Eine Gruppe der ursprünglichen Island-Expedition unter der Leitung von Kylin kehrt nach Europa zurück und trägt die Erinnerung an die Verwüstung, die sie angerichtet haben. Ein Lagerfeuer symbolisiert für sie die vulkanische Energie, die sie entfesselt hatten. Nun dient es ihnen zur spirituellen Erlösung von der Schuld an das gescheiterte Unternehmen in Island und Grönland.

### Neuntes Buch: Venaska
Die gescheiterten und verfolgten Grönlandsiedler verlassen die Britischen Inseln und wenden sich nach Süden. Auch hier haben sich Stadtschaften in unterirdische Stadtanlagen zurückgezogen und große Ländereien liegen brach. Gelegentlich transportieren Luftfrachter Güter und Menschen von einer Stadtschaft zur anderen. So können die Siedler, deren Hauptbewegung sich „Schlangen“ nennt, das Ideal ihrer natürlichen Lebensweise verwirklichen. Sie wohnen in einfachen Hütten und erzeugen ihre Nahrung durch Landwirtschaft. Die soziale Ordnung ist sehr locker und Anführerinnen wie Diuwa in der Region um Bordeaux agieren nur als weise Berater ihrer Anhänger. In der Region Toulouse hat die relativ junge, sehr bewunderte Venaska diese Rolle inne. Sie hat asiatische Vorfahren, zieht Individuen beiderlei Geschlechts stark an und scheut sich nicht vielfache Beziehungen zu haben. Bisexualität ist normal in dieser Gemeinschaft, was durch das Auftauchen von Zwittern aus den ehemaligen Stadtschaften noch komplizierter wird. Als die traumatisierten Überreste der Island-Expedition mit den Siedlern in Kontakt kommen, spricht sich Kylin mit Venaska aus. Ein neuer Gesellschaftstyp entsteht, der geprägt ist von einem versöhnten Verhältnis zur Natur und egalitären sozialen Verhältnissen. Im Norden wüten immer noch die Giganten, die sich durch die Energie der Turmalinnetze in groteske Tierhybriden wie die grönländischen Monster verwandeln konnten. Allein Delvil stellt sich ihnen in riesenhafter Form entgegen, doch er erkennt das Versagen der Stadtschaften und schließt sich den Giganten an. Erfasst von ungeheurer Wut wollen sie die Erde selbst zerstören. Doch allmählich verlieren die Giganten ihr individuelles menschliches Bewusstsein, verwachsen mit der Erde, werden zu Bergen und Hügeln in England und Cornwall. Während Delvil darum kämpft, sein Bewusstsein zu bewahren, kommuniziert Venaska mit ihm aus der Ferne und versöhnt ihn mit seiner Auflösung in die Natur. Auch sie verschmilzt mit der Natur und verschwindet als Individuum. Nach der Zerstörung der oberirdischen Städte Europas und dem Zusammenbruch seiner Regierungen stürmen barbarische, teilweise kannibalische Flüchtlinge durch die Landschaften des europäischen Kontinents. Die Überlebenden der Island-Expedition aber schützen die friedlichen Siedler und verhindern schlimmere Auswüchse. Am Ende des Romans hat sich die Menschheit umgesiedelt und begonnen, die zerstörten Landschaften wieder zu pflegen. Kylin gibt dem fruchtbaren Land zwischen der belgischen Küste und dem Mittelmeer den Namen Venaska.

## Entstehung
Döblin begann seine Arbeit am Roman 1921. Den Stoff eignete er sich in der Berliner Stadtbibliothek an und konsultierte hierfür Atlanten, fachliterarische Werke der Geologie und Mineralogie, sowie die vorhandene Literatur zu Island und Grönland. Der umfangreichste Teil wurde höchstwahrscheinlich im Sommer 1922 verfasst. Döblin hielt sich hierfür in einer Pension in der Lessingstraße 1 auf, nicht weit entfernt vom in der Zueignung genannten Schlachtensee. Döblin wurde in dieser Zeit von seiner Freundin Yolla Niclas besucht, die das Vorbild für die Figur Venaska gab.

## Genre
Robert Leucht ordnet ähnlich wie Andy Hahnemann den Roman unter eine geopolitische fiktionalen Literatur ein. Im Roman werden zahlreiche populäre Diskurse der Zwischenkriegszeit aufgegriffen. Nach Leucht rekurriere die Erweckung von Eiswesen auf die damals weit verbreiteten, jedoch naturwissenschaftlich unhaltbaren Vorstellungen Hanns Hörbigers.

## Rezeption